# Alfred von Lewinski (General, 1862)
Alfred Eduard August Hermann von Lewinski (* 21. Dezember 1862 in Prenzlau; † 21. September 1914 in Chauny, Frankreich) war ein preußischer Generalmajor und Kommandeur der 33. Infanterie-Brigade.

## Leben

### Herkunft
Alfred war der gleichnamige Sohn des preußischen Generals der Infanterie Alfred von Lewinski (1831–1906) und dessen Ehefrau Anna Dorothea, geborene Pehlemann (1837–1891). Zwei seiner Brüder Wilhelm (1867–1942) und Felix (1869–1936) stiegen ebenfalls bis zum Generalmajor auf.

### Militärkarriere
Nach dem Besuch der Gymnasien in Frankfurt (Oder) und Altona sowie der Kadettenhäuser in Plön, Berlin und Lichterfelde wurde Lewisnkie am 16. April 1881 als Sekondeleutnant dem Garde-Schützen-Bataillon der Preußischen Armee überwiesen. Vom 25. September 1884 bis zum 12. März 1888 war er Adjutant des Bataillons und absolvierte von Oktober 1888 bis Juni 1891 zur weiteren Ausbildung die Kriegsakademie. Er stieg Ende März 1890 zum Premierleutnant auf und wurde vom 29. März bis zum 1. April 1892 zum Großen Generalstab kommandiert. Unter Belassung in diesem Kommando erfolgte am 14. September 1893 seine Versetzung in das Grenadier-Regiment „König Wilhelm I.“ (2. Westpreußisches) Nr. 7. Nachdem man ihn mit der Beförderung zum Hauptmann dem Großen Generalstab aggregiert hatte, wurde Lewinski zwei Monate später zum Generalkommando des XVI. Armee-Korps kommandiert und am 18. August 1895 in den Großen Generalstab einrangiert. Vom 17. April 1897 bis zum 1. Juni 1898 war er als Kompaniechef im Infanterie-Regiment Nr. 128 in Danzig tätig. Anschließend zum Großen Generalstab kommandiert, wurde Lewinski am 24. Oktober 1898 unter Stellung à la suite seines Regiments zu den dem Großen Generalstab zugeteilten Offizier versetzt.
Am 14. Januar 1900 erhielt er eine Feldverwendung als Kompaniechef im Füsilier-Regiment „General-Feldmarschall Graf Moltke“ (Schlesisches) Nr. 38 in Glatz. Lewinski wurde am 1. April 1901 als Major in den Großen Generalstab rückversetzt. Daran schlossen sich ab Mitte Juni 1901 Verwendungen im Generalstab der 28. Division in Karlsruhe sowie bei der Kommandantur in Posen an. Am 22. Mai 1904 wurde er Kommandeur des I. Bataillons im Infanterie-Regiment „Graf Bülow von Dennewitz“ (6. Westfälisches) Nr. 55. Am 1. März 1907 wurde er als Ehrenritter in den Johanniterorden aufgenommen und war ab dem 11. September 1907 als Oberstleutnant beim Stab des Grenadier-Regiments „König Friedrich III.“ (2. Schlesisches) Nr. 11. Dort am 16. November 1910 zum Oberst befördert und am 21. Februar 1911 als Kommandeur des 2. Thüringischen Infanterie-Regiments Nr. 32 nach Meiningen versetzt. Mit seiner Beförderung zum Generalmajor übernahm Lewinski am 1. Oktober 1913 die in Altona stationierte 33. Infanterie-Brigade.
Nach dem Beginn des Ersten Weltkrieges führte Lewinski seinen Großverband im Verbund der 17. Infanterie-Division bei Mons, Esternay, Boissey, Hongaarde, und Bitry. Er wurde mit dem Eisernen Kreuz II. Klasse ausgezeichnet und am 20. September 1914 bei Sturm auf Nampcel in Nordfrankreich schwer verwundet. Diesen Verwundungen ist er einen Tag später in Chauny erlegen.

### Familie
Lewinski heiratete am 8. Oktober 1893 in Görlitz Gertrud Wilberg (* 1871). Aus der Ehe gingen die Töchter Ruth (* 1896), Ursula (* 1900) und Waltraud (* 1908) hervor.